# 海の駅

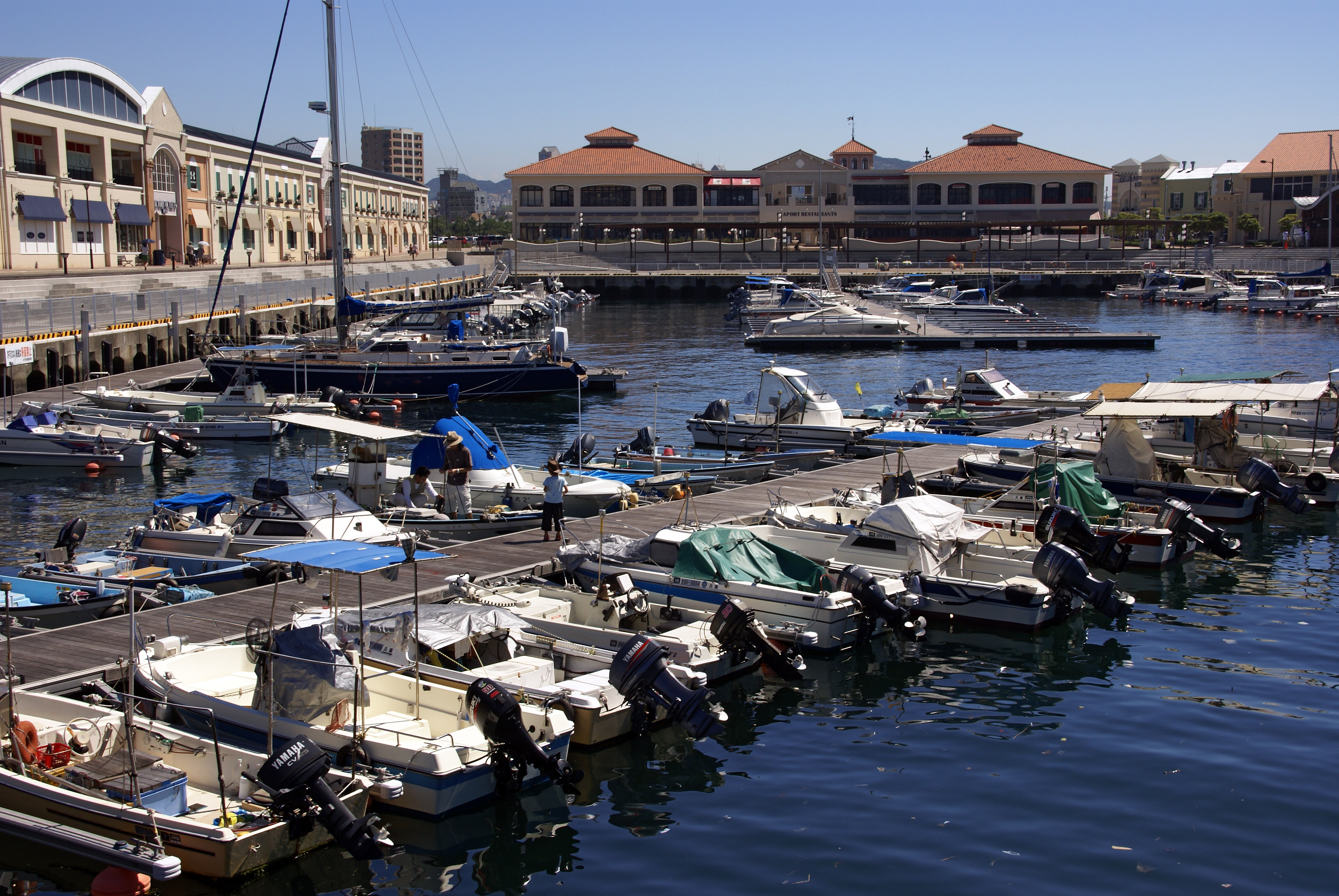
海の駅の一例（こうべたるみ海の駅/神戸フィッシャリーナ）

海の駅（うみのえき）とは、国土交通省により登録された、一般利用者に開かれた船舶係留施設（マリーナ）のこと。

## 概要
「海から、誰でも、いつでも、気軽に、安心して立ち寄り、利用でき、憩える」ことを標榜している。当初は大型のヨットやモーターボート等の利用環境整備および、情報のネットワーク化と提供を目的に設置が推進され、広島県豊田郡豊町（現在の呉市）が離島振興策として2000年3月11日に設置した「ゆたか海の駅」が第1号として指定された。2018年4月時点、全国に165カ所ある。
「海の駅」の呼称は、「○○海の駅」とされている。道の駅と重複登録している施設もある。

## 登録
各地の推進協議会に登録申請書を提出し、登録をうけることになる。
設置要件として、以下の3点が必要最低要件となる。
- 来訪者が利用できる係留施設を有すること
- 来訪者が利用できるトイレを有すること
- 係留予約等に関する情報提供を行うガイドを配置していること

## その他
日本国内には、国土交通省の登録を受けていないが、海の駅を名乗っている施設も存在する。
- 海の駅わんど[6]（青森県西津軽郡鰺ヶ沢町）
- 海の駅ゆら[7]（山形県鶴岡市）
- 海の駅蜃気楼[8]（富山県魚津市）
- 海の駅九十九里[9]（千葉県山武郡九十九里町）
- 海の駅黒潮[10]（三重県鳥羽市） - 水産業者直営の市場。鳥羽市内に2店舗を構える。
- 海の駅しおさい市場[11]（兵庫県赤穂市）
- 備前海の駅[12]（岡山県備前市）
- 海の駅なおしま[13]（香川県香川郡直島町）
- 海の駅とろむ[14]（高知県室戸市） - 室戸ドルフィンプロジェクトが運営する施設。
- 海の駅ほそしま（宮崎県日向市） - 海の駅ではなくみなとオアシスに登録されており、その代表施設として運営されている[15][16]。
- 海の駅あやはし館[17]（沖縄県うるま市）